# عيساباذ
عيساباذ أو عيساباد أو محلة عيسى، هي محلة تاريخيَّة كانت تقع شرق بغداد في العصر العبَّاسي. نُسبت المحلة إلى الأمير عيسى ابن الخليفة العبَّاسي مُحمَّد المهدي، وهو الأخ الشقيق للخليفتين موسى الهادي (حكم 169 – 170هـ / 785 – 786م)، وهارُون الرَّشيد (حكم 170 – 193هـ / 786 – 809م) من أمهما الخيزران بنت عطاء. كانت عيساباذ إقطاعًا مُخصصًا للأمير عيسى بن المهدي. شهدت هذه المنطقة بناء الخليفة المهدي لقصرهِ المعروف باسم قصر السَّلام في سنة 164هـ / 780م، وبلغت تكلفة بنائه خمسين مليون درهم. ارتبط اسم عيساباذ بنهاية خلافة موسى الهادي، إذ توفي ثم دُفن بها، وصلَّى عليه الرَّشيد وخلفه في حكم الخلافة العبَّاسية.

## أصل التسمية
تُشير المصادر إلى أن اسم عيساباذ مُركب، فاللاحقة الفارسية "آباد" (باذ حسب اللفظ العربي القديم) تعني العمارة أو المكان المعمور، فيكون معنى الاسم عمارة عيسى نسبةً للأمير عيسى بن المهدي الذي نُسبت إليه المنطقة.

### فهرس المنشورات
1. 1 2  الحموي (1977)، ج. 4، ص. 172-173.

### معلومات المنشورات كاملة
الكتب مرتبة حسب تاريخ النشر
- ياقوت الحموي (1977)، معجم البلدان (ط. 1)، بيروت: دار صادر، OCLC:1014032934، QID:Q114913343